# Concetta Barra
Concetta Barra, nata Grasso (Procida, 11 febbraio 1922 – Napoli, 4 aprile 1993), è stata una cantante e attrice italiana, attiva nell'ambito della canzone napoletana.
Madre dell'attore e cantante Peppe nonché di Gabriele (suo accompagnatore musicale e ricercatore di canzoni popolari) e Antonio, si dimostrò capace di riportare alla luce l'antico repertorio musicale popolare della canzone napoletana.

## Biografia
Nata a Procida, figlia del messinese Antonino Grasso, guardiano del carcere isolano, e della procidana Michela Di Giovanni, a soli 4 anni insieme alla sua famiglia si trasferisce a Napoli, iniziò la sua carriera di cantante nemmeno ventenne, durante il periodo della seconda guerra mondiale, allorquando insieme alle sorelle Nella e Maria, fondò la compagnia Vittoria, facendosi conoscere nel mondo artistico partenopeo e nazionale e lavorando successivamente con compagnie di artisti prestigiosi, come Totò, Aldo Fabrizi e Alberto Sordi.
Alla fine della guerra sposò il fantasista Giulio Barra, anch'egli procidano; dal matrimonio nacquero Peppe, Gabriele, Antonio, e ciò costrinse Concetta a ritirarsi dalla sua attività sino al 1970, anno in cui tornò sulle scene, anche insieme al figlio Peppe formando il duo "Peppe e Concetta Barra", con un nuovo repertorio basato sulla riscoperta della canzone napoletana antica.
Divenne così, anche grazie al sodalizio intrapreso con il maestro Roberto De Simone, una delle più famose e apprezzate cantanti napoletane.

## Produzione artistica

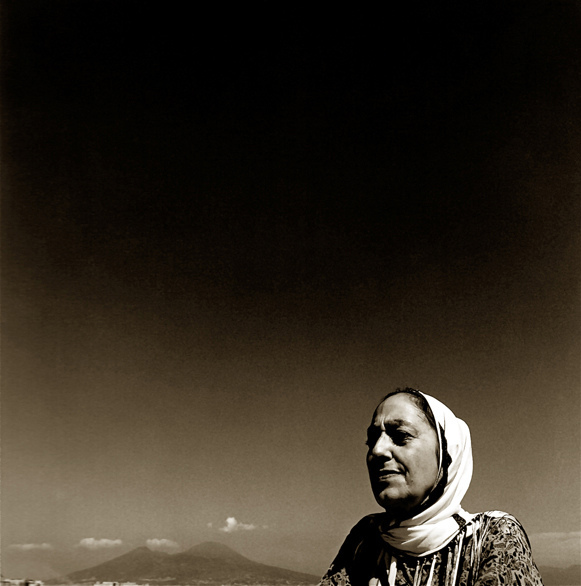
Concetta Barra

Peppe e Concetta Barra in uno spettacolo degli anni ottanta

Numerosi furono i dischi registrati dalla Barra e pure svariate furono le partecipazioni a trasmissioni musicali radiofoniche e televisive.
Dopo aver preso parte ad alcuni spettacoli della Nuova Compagnia di Canto Popolare, fondò con il figlio Peppe la compagnia "Peppe e Concetta Barra", mietendo un buon successo sia in Italia che all'estero.
Ha, infine, inciso con il figlio Gabriele il disco Schiattate gente 'ne
Tra gli spettacoli più conosciuti vanno menzionati:
- Scherzo musicale in due tempi
- Peppe & Barra
- Senza mani e senza piedi
- Sempre sì
- La festa del principe

## Discografia
- 1974 – Nascette mmiez'o mare
- 1976 – Schiattate genta né
- 1977 – La Gatta Cenerentola
- 1982 – Scherzo musicale in due tempi
- 1983 – Peppe e Barra
- 1988 – Canto a Viviani
- 1988 – Peppe & Concetta Barra
- 2005 – Collection (postumo)

## Filmografia
- Café Express di Nanni Loy (1980)
- La pelle di Liliana Cavani (1981)
- Don Chisciotte di Maurizio Scaparro (1983)
- I soliti ignoti vent'anni dopo di Amanzio Todini (1987)

## Prosa televisiva
- Cantata dei Pastori, adattamento e regia di Roberto De Simone, con Antonio Pierfederici, Concetta Barra, Fausta Vetere, Peppe Barra, Isa Danieli, Mario Merola, Orazio Orlando, trasmessa il 23 e 24 dicembre 1977.
- Storie della camorra, regia di Paolo Gazzara – miniserie TV (1978)

## Dediche
A Concetta Barra è stato dedicato l'intero atrio principale della Scuola Media Statale Antonio Capraro di Procida nella quale si è tenuta l'inaugurazione con la partecipazione di Peppe Barra, il sindaco di Procida e parenti di Concetta, come la cugina Enrichetta Capobianchi. Nell'isola di Procida vi è anche una strada a suo nome nel quartiere di Terra Murata, dove ha vissuto. Nel 2014 è stato istituito il "premio Concetta Barra - Isola di Procida" per premiare artisti di narrativa, musica classica, saggistica, musica folkloristica e giovani autori teatrali.